# 디베이트포올
(주)디베이트포올(영어: Debate For All, Inc.)는 대한민국의 토론 전문 교육 벤처 기업이다. 2012년 5월에 설립되었고, 2013년 8월 주식회사로 전환하였다. "99가 누리는 1% 교육"이라는 모토로 노혜원, 이주승 대표가 설립하였다. 2021년에는 베트남 지사를 설립하였다.
아시아에서 가장 큰 토의토론 교육 단체로 강의와 강연, 교원 연수, 직무 연수, 토론대회 및 공모전 개최, 국내외 워크숍 진행, 토론교육 프로그램 개발 및 컨설팅 등을 통해 성숙하고 열린 토론문화를 전파하고 있다.

## 연혁
- 2012년 5월: 디베이트포올 설립
- 2013년 8월: (주)디베이트포올 주식회사 전환
- 2013년 7월: 오산시 토론 교육 활성화 사업 지원 및 컨설팅[4]
- 2014년 4월: 2014 대한민국 가치경영대상: 교육브랜드 부문 선정[5]
- 2014년 4월: LIFE 혁신한국인 & POWER KOREA 교육혁신기관 선정[6]
- 2015년 9월: 디베이트(토론) 지도사 자격증 과정 런칭
- 2015년 9월: 일본 디베이트 프로그램 런칭[7]
- 2016년 1월: 한국토론리그 (Korea Debate League) 런칭[8]
- 2017년 8월: Eduvators Xchange 혁신교육 프로그램 공동 런칭
- 2018년 6월: 외국계 기업 임원 대상 Presentation, Debate, Negotiation 과정 런칭
- 2019년 9월: 조직 문제 해결을 위한 토의토론 퍼실리테이션 과정 런칭
- 2020년 4월: 온라인 토론스쿨 런칭
- 2020년 10월: 창의인성교육 프로그램 공동 개발[9]
- 2021년 4월: 하남시 하남형 토론 사업 지원 및 컨설팅[10][11]
- 2021년 7월: 베트남 진출, Debate For All Vietnam 설립[12]
- 2022년: 전 국민 대상 사회통합 토론대회(한국), 넷플릭스 Speak to Inspire(베트남) 등 개최
- 2023년 4월: 노원구 토론문화 활성화 교육 프로그램 운영 시작
- 2023년 10월: 광양시 토론문화 활성화 교육 프로그램 운영 시작

## 교육 프로그램 및 현황
10년 간 8개국에서 6만 명이 넘는 학생들과 교육자들이 디베이트포올 교육 프로그램에 참여하였다. 청소년 토론 교육 외에도 기업, 공공기관, 대학 등을 대상으로 토론 방법론에 기반한 종합 커뮤니케이션 교육을 진행하는 기업이다.
국내 주요 도시와 도쿄, 베이징, 타이페이, 싱가포르, 하노이 등 30개 도시에서 토의토론 교육을 진행하였다.
매년 수천 명의 교육생에게 문제해결, 발표, 프레젠테이션, 토의토론 교육 프로그램을 제공하고 수백 명의 선생님과 교수님을 대상으로 퍼실리테이션 기술과 토의토론 방법을 지도하고 학교 수업과 조직 문제 해결에 적용할 수 있도록 한다.

## 교육 프로그램 세부
- 대학 의사소통 특강·워크숍
- 교수법 워크숍: 수업 퍼실리테이션과 토의토론 수업 디자인
- 토의토론과 협상 과정
- 인문학 독서토론
- 생산적인 회의를 위한 토의토론 기법
- 청소년 토론캠프
- 시민 인문교양 강좌
- 모의유엔 워크숍
- 프레젠테이션 클리닉/주제탐구 발표회
- 생산적인 회의를 위한 토의토론 기법
- 토론 면접 설계
- 온라인 교육: 영어토론, 모의유엔, 스피치&프레젠테이션
- 메타버스 기반 청소년 토론 프로그램

## 개최 대회
- 오산시 관내 학생토론대회 (2013, 2014, 2015, 2016, 2017, 2018, 2019)[14]
- 부산 청소년 영어토론대회 자문 (2013, 2014, 2015)
- Korea English Debate Championship (2014)
- Global Korea Debate Championship (2015)
- 제7차 세계 물포럼 아시아 개발 은행 Youth Debate 기획 및 진행 (2015)
- World Scholar’s Cup Korea Round (2015, 2016)[15]
- 오산시 전국학생토론대회 (2013, 2014, 2015, 2016, 2017, 2018, 2019, 2021, 2022)[16][14][17]
- 한국오픈 디베이트 대회  | Korea Debate Open (2015~)
- 한국여성오픈토론대회 | Korea Woman's Debate Open (2015~)
- 상명대학교 영어토론대회 (2016, 2017, 2018)
- 한국청소년영어토론대회 | Korea Youth Debating Championship (2018~)[18]
- 정약용 인문학 콘서트: 에세이・프레젠테이션 경진대회 (2019, 2020)[19]
- 부경대학교 진짜베이(Real Debate) 토론대회 (2020)
- 한국경제-서강대 영어 경제 프레젠테이션 대회 (2020, 2021)[20]
- 한반도 평화공감 온라인 토론대회 (2021)[21]
- 한국일보 사회통합 토론대회 (2021~2022)[22]
- Netflix Speak to Inspire, Vietnam (2022)[23]
- KAIST Library x KAI Book 독서토론대회  (2022)
- 베트남 Rookie Debate League (2023)
- 대학원생 리더역량 향상을 위한 AI윤리 토론대회 (2023)
- 코오롱 FnC 패션임팩트 챌린지 (2024)[24]
- 중앙대학교 교내 토론대회 (2022, 2023, 2024)
- 경희대학교 캠퍼스 디베이트 교내 토론대회 (2023, 2024)
- 한국고등교육재단 전국 대학원 토론대회 디베이트 마스터즈 (2024)[25]